# Kerk van Santa Maria della Purità

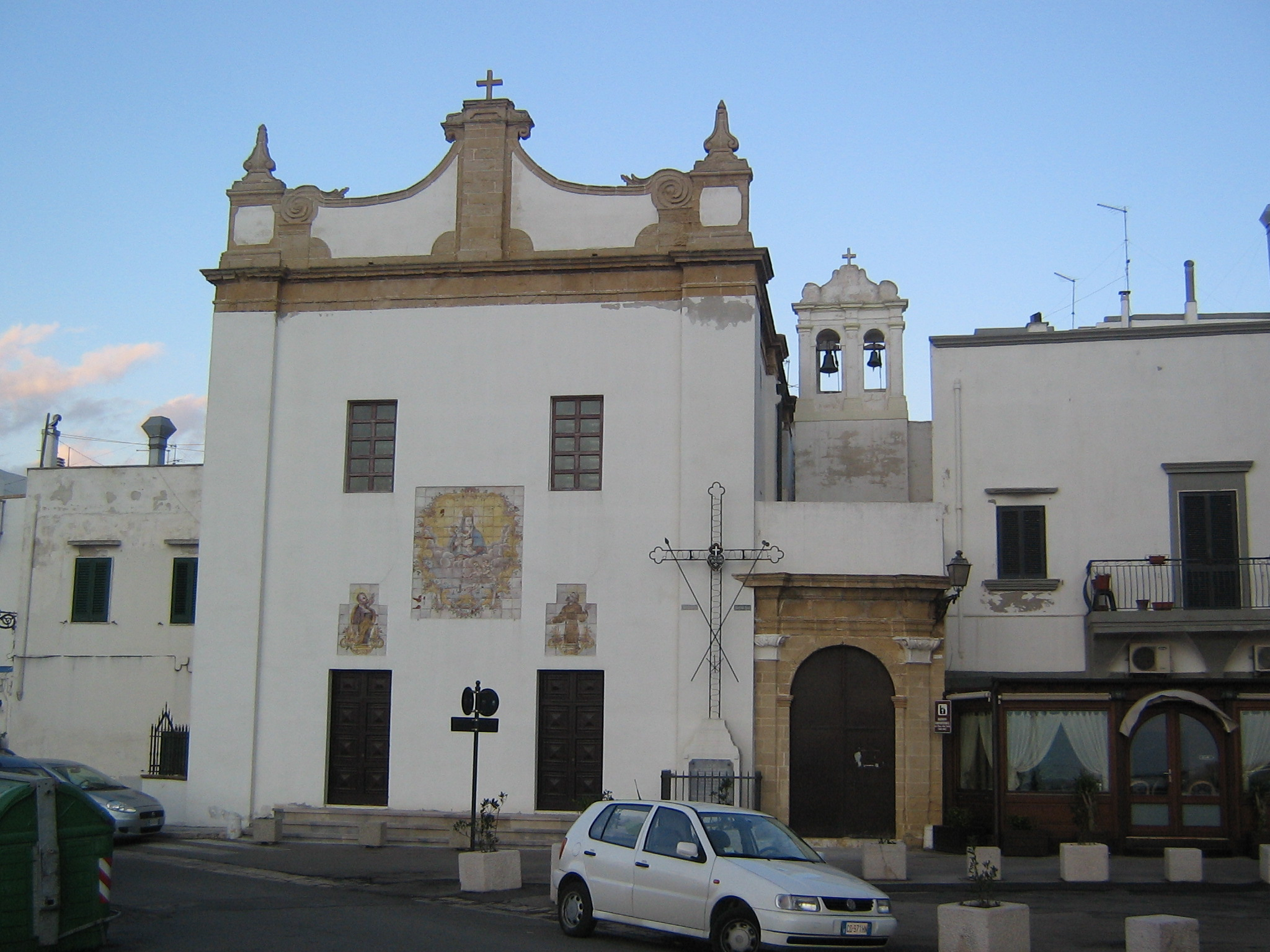
Santa Maria della Purità in Gallipoli, Italië

De kerk van Santa Maria della Purità (1662-1665) bevindt zich in het centrum van Gallipoli, in het Zuid-Italiaanse Apulië.

## Historiek
In 1662 organiseerde Giovanni Montoja de Cardona, bisschop van Gallipoli, de bouw van de kerk. Deze Spaanse prelaat voorzag hiermee een gebedsplaats voor het genootschap van de dokwerkers; deze werkten voor de vloot van het koninkrijk Spanje, die Zuid-Italië bestuurde. De kerk is eenbeukig. In 1665 was de bouw klaar. 
De voorgevel is in wit plaaster afgewerkt en bevat sinds de 19e eeuw drie heiligenafbeeldingen in majolica, namelijk de Madonna van de Zuiverheid, patrones van het genootschap, geflankeerd door Jozef en Franciscus van Assisi. Het interieur is volledig bedekt met schilderijen uit de 18e eeuw. De meeste schilderijen zijn van de hand van Liborio Riccio uit het dorp Muro Leccese. De vloertegels zijn van majolica gemaakt.
Tijdens de jaren 2005 tot en met 2009 was de kerk in restauratie.